# Urpo Sivula
Urpo Sivula (* 15. März 1988 in Kuru) ist ein finnischer Volleyballspieler.

## Karriere
Sivula begann seine Volleyball-Karriere im Alter von sieben Jahren bei seinem Heimatverein Kurun Ryhti. Bei Virtain Veikot gewann er zwei Junioren-Meisterschaften. Mit der Junioren-Mannschaft von Kuortaneen Urheiluopisto spielte er von 2004 bis 2006 in der dritten und zweiten Liga. Außerdem wurde er zum Kapitän der finnischen Junioren-Nationalmannschaft ernannt. 2006 kam Sivula in die A-Nationalmannschaft, die bei seinem Debüt zum ersten Mal überhaupt ein Weltliga-Spiel für sich entscheiden konnte. Im gleichen Jahr wechselte er zu Pielaveden Sampo. Mit seinem neuen Verein gewann er gleich den finnischen Pokal. Außerdem wurde er Vizemeister und erreichte das Viertelfinale im CEV-Pokal. Bei der Europameisterschaft 2007 mussten sich die Finnen mit Sivula im Halbfinale nur knapp den Spaniern geschlagen geben und wurden schließlich Vierte. Mit seinem Verein konnte der Außenangreifer 2008 die nationalen Erfolge der vorherigen Saison wiederholen. 2009 gewann er zum dritten Mal in Folge den Pokal. Anschließend ging er in die Türkei zu Galatasaray Istanbul. Bereits ein Jahr später wechselte er in die italienische Liga zu Gabeca Montichiari, wo er auf den finnischen Nationaltrainer Mauro Berruto traf. 2010 spielte er beim Zweitligisten Edilesse Conad Reggi. Bei der Europameisterschaft 2011 erreichte er mit Finnland das Viertelfinale. Anschließend verpflichtete ihn der deutsche Bundesligist Berlin Recycling Volleys, wo er 2012 Deutscher Meister wurde. Danach kehrte er zurück in seine finnische Heimat zu den Kokkolan Tigers.